# 유니켐
유니켐(영어: Uni-Chem Co., Ltd.)은 대한민국의 자동차 시트 및 패션용 피혁 원단을 전문으로 생산하는 기업이다. 본사는 경기도 안산시 단원구 해봉로 38에 위치해 있으며, 대표이사는 김진환이다.1974년 설립 이후 현대기아자동차에 자동차 실내 시트용 피혁을 공급해왔으며, 신발 및 핸드백 소재 또한 생산하고 있다. 현재 약 250명의 종업원이 근무하고 있다.
유니켐은 피혁 제조와 관련된 다양한 특허 기술을 보유하고 있으며, 품질 및 환경경영 관련 인증을 취득하였다. 자체 시험 설비를 갖추고 있으며, 해외 공인 시험기관을 통해 품질 우수성을 인정받아 글로벌 완성차 제조사들의 요구 기준을 충족시키고 있다.
최근에는 사업 영역 확장의 일환으로 엔터테인먼트 분야에 본격적으로 진출하여 새로운 성장 동력을 확보하고 있다. 유니켐은 지난 50여 년간의 변화와 혁신을 통해 큰 발전을 이루어 왔으며, 앞으로도 지속 가능한 성장을 이어갈 방침이다.

## 회사 연혁
유니켐은 1976년 설립되어 자동차 시트 및 패션용 피혁 소재를 전문적으로 생산해온 기업이다.
1987년에는 해외 수출 기반을 마련하였으며, 1989년에는 유가증권시장(코스피)에 상장하였다. 2000년대 들어 현대자동차와 기아자동차의 주요 차종에 천연피혁을 공급하기 시작하였고, 2020년에는 본사 재건축 및 제2공장 신축을 통해 생산 기반을 확장하였다. 
최근에는 친환경 피혁 개발 및 프리미엄 소재 사업을 확대하고 있으며, 엔터테인먼트 사업에도 진출하여 기존 가죽 사업과의 시너지를 도모하고 있다.

## 사업 분야 및 제품
유니켐은 자동차 및 패션용 피혁을 주요 생산 품목으로 하는 피혁 전문 제조기업이다.
- 자동차 시트용 피혁

```
독립된 생산라인을 통해 현대·기아자동차의 내장재에 사용되는 1등급 천연·합성 피혁을 공급하며, 최근 글로벌 SUV 전략 차종 등 신규 차종 수주 실적도 다수 보유하고 있다.
```

- 철도·특장차용 고기능성 피혁

```
2024년부터 국내 철도 차량(KTX 등)에 공급되는 난연 등급 인증 고기능성 피혁을 개발·납품하고 있다.
```

- 친환경·프리미엄 피혁 개발

```
LWG 인증, 바이오매스 기반 난연 피혁 등 ESG 경영의 일환으로 친환경 소재 및 프리미엄 고기능 피혁 제품을 연구·개발하고 있으며, 패션 및 자동차 시장의 신소재 수요에 선제적으로 대응 중이다.
```

## 사회공헌 및 ESG 경영
유니켐은 환경·사회·지배구조(ESG) 원칙을 기업 경영 전반에 통합하고자 다음과 같은 활동을 전개하고 있다.
- 환경 (E)

```
친환경 피혁소재 개발에 집중하여 바이오매스 기반 난연 피혁, LWG 인증 제품 등 지속 가능한 소재 개발을 추진하고 있다.
```

- 사회 (S)

```
지속적인 고용 창출과 더불어 지역사회 및 경제 발전을 위해 다양한 사회공헌 활동을 전개한다. 장애인, 아동 등 취약계층 후원, 장학 사업 등을 포함하며, 협력사와의 동반성장에도 적극 참여하고 있다.
```

- 지배구조 (G)

```
투명한 ESG 관리 체계를 갖추고, 환경·사회경영 관련 인증을 취득하며 지속가능 경영을 위한 기준을 마련한다. 특히 품질·환경 경영 시스템 인증 보유와 자체 시험 설비 운영, 해외 공인 시험기관 검증 등을 통해 신뢰 있는 거버넌스를 구축하고 있다.
```

유니켐은 이와 같은 ESG 경영 체계를 통해 기업의 지속 가능성과 사회적 책임을 동시에 강화하고 있으며, 이해관계자와의 상호 신뢰를 바탕으로 기업 가치를 높이는 데 주력하고 있다.

## 연구개발 및 품질관리
유니켐은 자체 연구개발(R&D) 역량과 품질관리 시스템을 통해 고기능성 피혁소재를 안정적으로 생산하고 있다.
- 인증 및 품질 시스템

```
ISO 9001(품질경영), IATF 16949(자동차 품질경영), ISO 14001(환경경영) 인증을 보유하고 있으며,  Leather Working Group(LWG) Silver 등급 친환경 피혁을 2018년부터 지속적으로 생산 중이다.
```

- 자체 시험 설비 운영

```
물리·화학적 특성, 내구성, 난연성 등을 평가할 수 있는 자체 시험 설비를 갖추고 있으며, 글로벌 완성차와 패션업체의 품질 기준에 대응하기 위해 정기시험을 수행한다.
```

- 친환경 공법 및 신소재 개발

```
혁신적인 친환경 공법을 통해 자연 친화적인 가죽 생산에 매진하고 있으며, 금속·에너지·폐기물 저감 공정 등도 연구·적용 중이다.
```

- R&D 인력 및 조직 구성

```
전문 연구개발 인력과 품질관리팀이 있으며, 연구소에서 자동차, 패션, 특장차 등 각 분야에 맞춘 맞춤형 피혁 소재 연구를 수행한다.
```

## 같이 보기
- 조광피혁
- 삼양통상